# Arni BE
| BE ist das Kürzel für den Kanton Bern in der Schweiz. Es wird verwendet, um Verwechslungen mit anderen Einträgen des Namens Arni zu vermeiden. |

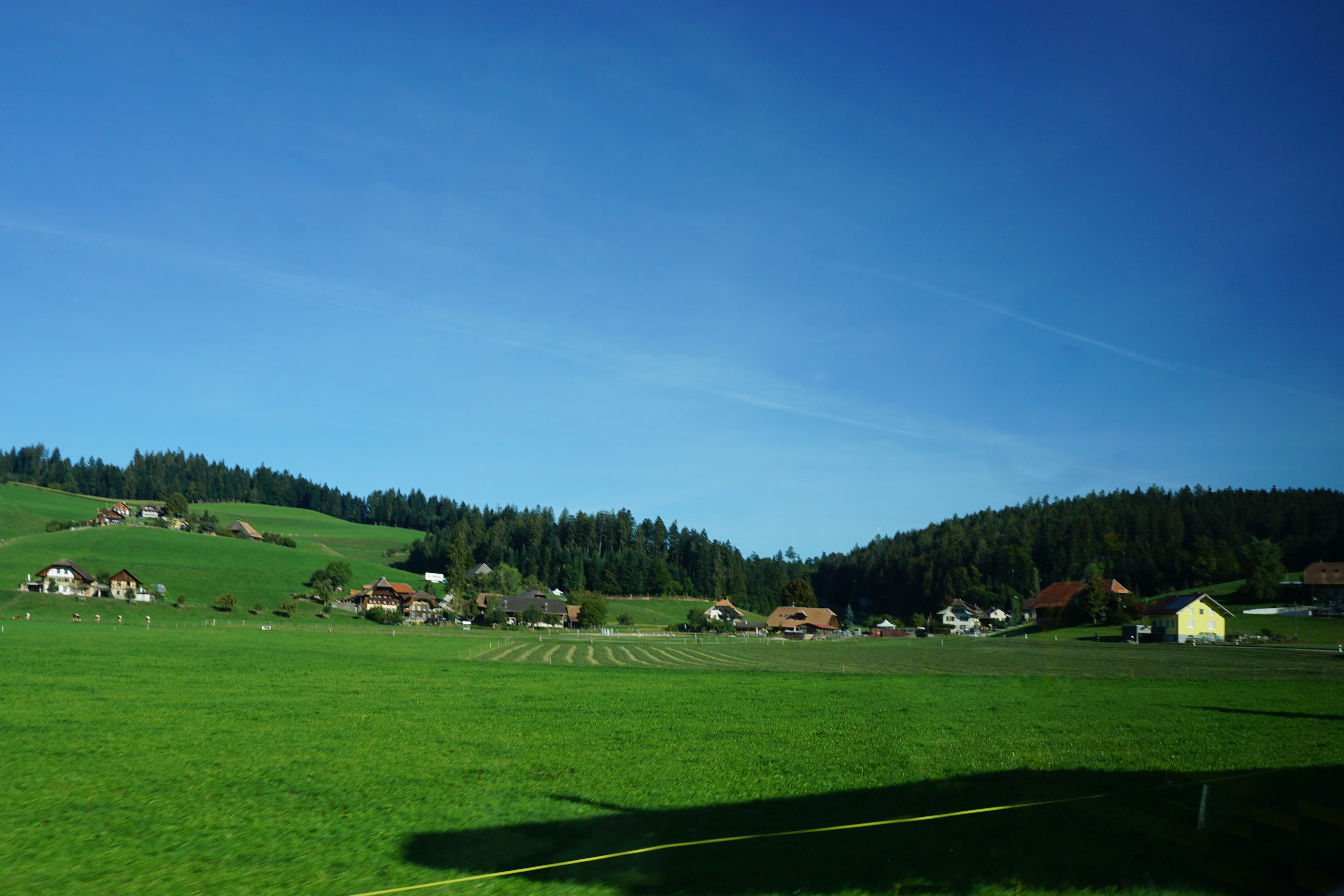
Der Weiler Hämlismatt in der Gemeinde Arni

Arni ist eine politische Gemeinde im Verwaltungskreis Bern-Mittelland des Kantons Bern in der Schweiz.
Bis 1983 lautete der offizielle Gemeindename Arni; danach wurde zur besseren Unterscheidbarkeit vom aargauischen Dorf Arni, welches seither eine eigene politische Gemeinde bildet, das Kantonskürzel BE hinzugefügt.

## Geographie
Arni liegt auf 849 m ü. M., 16 km östlich der Kantonshauptstadt Bern (Luftlinie). Das Bauerndorf erstreckt sich in einem Hochtal am Biglenbach, am Rand des Arnimooses, in den Molassehöhen zwischen dem Aaretal im Westen und dem Emmental im Osten.
Die Fläche des 10,4 km² grossen Gemeindegebiets umfasst einen Abschnitt des Hügellandes östlich des Aaretals. Der zentrale Teil des Gebietes wird vom Hochtal von Arni mit einem rund 500 m breiten flachen Talboden (Arnimoos) eingenommen. Das Tal öffnet sich gegen Westen und wird vom Biglenbach entwässert, der an den Nordhängen der Blasenflue knapp ausserhalb des Gemeindegebietes entspringt. Auf seiner Südseite wird das Hochtal von den Höhen von Rotiholz (bis 934 m ü. M.) und Chapf (bis 960 m ü. M.) flankiert; während das Nünhaupt (986 m ü. M.), der waldige Geissrüggen (1032 m ü. M.) und die Ätzlischwand (mit 1041 m ü. M. die höchste Erhebung von Arni) den nördlichen Talabschluss bilden. Diese Höhenzüge, alles westliche Ausläufer der Blasenflue, weisen ein charakteristisches Relief auf: Sie sind durch zahlreiche kurze Tälchen und vorspringende Hügelrücken (so genannte Eggen) untergliedert. Nach Westen erstreckt sich der Gemeindeboden bis an den Ortsrand von Biglen. Von der Gemeindefläche entfielen 1997 5 % auf Siedlungen, 26 % auf Wald und Gehölze und 69 % auf Landwirtschaft.
Zu Arni gehören mehrere Weiler sowie zahlreiche Hofgruppen und Einzelhöfe, die über das gesamte Gebiet verstreut liegen. Dazu zählen:
- Arnisäge (822 m ü. M.) am Biglenbach am westlichen Rand des Arnimooses
- Hämlismatt (841 m ü. M.) in einer nördlichen Seitenmulde des Hochtals
- Tannen (901 m ü. M.) auf der Passhöhe am Übergang in das Goldbachtal
- Lütiwil (880 m ü. M.) am Südhang der Höhe von Nünhaupt
- Rot (814 m ü. M.) am Hang oberhalb von Biglen
- Kleinrot (818 m ü. M.) am Hang oberhalb von Biglen

Nachbargemeinden von Arni sind Landiswil, Oberthal, Grosshöchstetten, Biglen und Walkringen.

## Geschichte
Der Ortsname geht auf das althochdeutsche Wort arnahi (Ahorngehölz) zurück. Mit einer Bestätigung von Gütern des Klosters Erlach durch Papst Lucius III. wird Arni erstmals urkundlich erwähnt. Für das Jahr 1359 ist eine Streitigkeit der Bauern von Arni mit dem Priester von Biglen überliefert. Arni gehört zur Kirchhöre Biglen. 1424 ging der Twing von Arni von Petermann von Krauchthal († 1425) an die Familie von Englisberg, später an die Geschlechter Hetzel und die Schöni. Der Zehnt gehörte dem Niederen Spital in Bern. Die Herrschaft Arni wurde der 1529 errichteten bernischen Landvogtei Signau im Landgericht Konolfingen unterstellt. Nach dem Zusammenbruch des Ancien Régime (1798) gehörte Arni während der Helvetik zum Distrikt Höchstetten und ab 1803 zum Oberamt Konolfingen, das mit der neuen Kantonsverfassung von 1831 den Status eines Amtsbezirks erhielt.

## Bevölkerung
Mit 968 Einwohnern (Stand 31. Dezember 2023) gehört Arni zu den kleineren Gemeinden des Kantons Bern. Von den Bewohnern sind 97,0 % deutschsprachig, 0,6 % sprechen Serbokroatisch und 0,5 % Französisch (Stand 2000). Die Bevölkerungszahl von Arni belief sich 1850 auf 1331 Einwohner, 1900 noch auf 1124 Einwohner. Im Verlauf des 20. Jahrhunderts nahm die Bevölkerungszahl bis 1980 auf 902 Personen ab, wobei besonders während der 1960er Jahre ein deutlicher Rückgang beobachtet wurde. Seither wurde wieder eine leichte Bevölkerungszunahme verzeichnet.

## Politik
Gemeindepräsident ist seit 2020 Simon Liechti (parteilos, Stand 2024).
Bei den Nationalratswahlen 2023 betrugen die Wähleranteile in Arni (in Klammern die Veränderung im Vergleich zu den Wahlen 2019 in Prozentpunkten): SVP 64,03 % (+2,31), Mitte 6,35 % (−3,87), glp 5,92 % (−0,20), SP 4,36 % (+0,35), EDU 4,14 % (+3,29), FDP 4,12 % (+1,03), Grüne 4,00 % (−2,67), EVP 2,99 % (−0,17), Weitere 4,08 % (−0,06).

## Wirtschaft
Arni war bis in die zweite Hälfte des 20. Jahrhunderts ein vorwiegend durch die Landwirtschaft geprägtes Dorf. Noch heute haben die Milchwirtschaft und die Viehzucht sowie die Forstwirtschaft einen wichtigen Stellenwert in der Erwerbsstruktur der Bevölkerung. Weitere Arbeitsplätze sind im lokalen Kleingewerbe und im Dienstleistungssektor vorhanden. In Arni sind heute Betriebe der Holzverarbeitung (Sägereien, Schreinereien), des Baugewerbes, des Landmaschinenbaus und Käsereien vertreten. In den letzten Jahrzehnten hat sich das Dorf zu einer Wohngemeinde entwickelt. Viele Erwerbstätige sind deshalb Wegpendler, die hauptsächlich in den grösseren Ortschaften der Umgebung und im Aaretal arbeiten.

### Verkehr
Die Gemeinde liegt abseits der grösseren Durchgangsachsen; die Hauptzufahrt erfolgt von Biglen. Durch die Postautokurse, welche die Strecken von Biglen auf die Moosegg und von Biglen nach Lützelflüh bedienen, ist Arni an das Netz des öffentlichen Verkehrs angebunden.

## Wappen
| Wappen von Arni BE | Blasonierung: «Geteilt, oben in Blau eine goldene Lilie, unten in Gold ein liegender blauer Halbmond.»                    |
| Wappen von Arni BE | Wappenbegründung: Eine Deutung des Wappens ist nicht bekannt. Dem Ortswappen begegnet man in der heutigen Form seit 1780. |

## Persönlichkeiten
- Christian Moser (1861–1935), Mathematiker, Direktor des Eidg. Versicherungsamts, Professor
- Karl Grunder (1880–1963), Schweizer Mundart-Schriftsteller
- Hans Baumgartner (1927–2011), Schuhmacher und Dorforiginal, vermachte sein Vermögen der Gemeinde zum Zweck der Strassenreparatur[11]